# Michel Herbelin
Herbelin es una empresa relojera tradicional francesa, ubicada en Charquemont, en Doubs. Fundada en 1947 por Michel Herbelin, conserva su carácter familiar e independiente. Los modelos se diseñan, ensamblan, ajustan y controlan en los talleres de la marca.

## Historia
A partir de 1947, el fundador de la firma comenzó a comercializar sus creaciones bajo la marca Impec, que solo se convirtió en Michel Herbelin en los años 1960. Los hijos de Michel Herbelin le sucedieron en la década de 1980 y crearon el modelo Newport Yacht Club, con un diseño directamente inspirado en las portillas de los barcos transatlánticos. La empresa ha creado otras colecciones, como la Odyssey. La empresa patrocina periódicamente publicaciones sobre el mundo marino. Los modelos están equipados con movimientos tanto mecánicos como de cuarzo procedentes de Suiza, producidos por ETA, Ronda y Sellita. En 2014, Herbelin disponía de 3000 puntos de venta en más de 50 países.